# 尾帶南鰍
尾帶南鰍（學名：Schistura sexcauda）為輻鰭魚綱鯉形目條鰍科南鰍屬的其中一種。分布於亞洲泰國湄南河流域，體長可達5.1公分，棲息在河川底層水域，以水生昆蟲為食，生活習性不明。

## 扩展阅读
維基物種上的相關：尾帶南鰍